# امامزاده جابر انصار
امامزاده جابر انصار مربوط به قرون اولیه اسلامی است و در شهرستان دره شهر، بخش بدره، دهستان هندمینی، ضلع شرقی روستای جابر واقع شده و این اثر در تاریخ ۳۰ دی ۱۳۸۵ با شمارهٔ ثبت ۱۶۹۳۰ به‌عنوان یکی از آثار ملی ایران به ثبت رسیده است.